# 戦時教育令
戦時教育令（せんじきょういくれい）は、太平洋戦争末期の1945年5月22日に公布された勅令（昭和20年勅令第320号）。日本の教育法規の事実上の全面停止措置となった。

## 概要
条文自体は全6条であるが、学徒は戦時に適切な要務に挺身すること、教職員は学徒に率先垂範して学校単位で学徒隊を結成させて食糧増産・軍需生産・防空防衛・重要研究にあたらせること、文部大臣には徴集・召集を受けた学徒がこれによって正規の期間在学できない場合（戦死・負傷によるものを含む）には職権で卒業扱いとする権限が与えられ、朝鮮総督・台湾総督・満洲国駐箚特命全権大使・南洋庁長官にも同一の権限を与えることが定められた。
既に3月18日に出された決戦教育措置要綱に基づいて国民学校初等科以外の授業は4月1日以後1年間の予定で停止されていたが、同令はこれを正式に法制化するとともに措置の終了期限を定めず、更に教育勅語を引用した上諭を付して学徒に対して本土決戦に参加して国家に対する最後の奉公を行うことを義務付けたものであった。
降伏後の10月6日に、戦時教育令廃止ノ件（昭和20年10月6日勅令第564号）により廃止された。